# Hiệu ứng bươm bướm

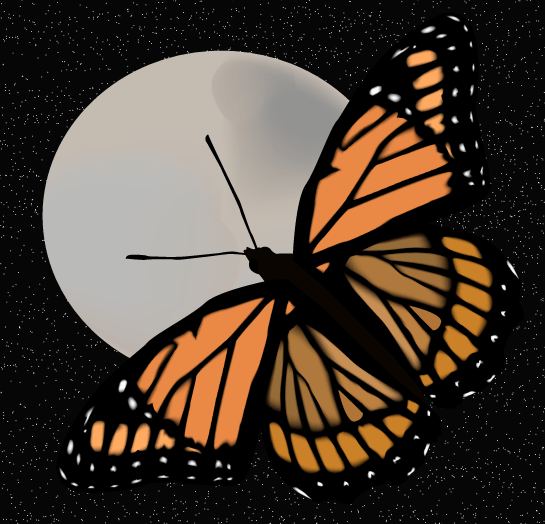
Con bướm đập cánh ở Brazil có thể gây ra cơn lốc xoáy ở Texas.

Hiệu ứng bươm bướm (tiếng Anh: butterfly effect), còn được gọi là hiệu ứng cánh bướm, là một khái niệm trong lý thuyết hỗn loạn về độ nhạy cảm của hệ đối với điều kiện gốc (tiếng Anh: sensitivity on initial conditions). Hiệu ứng này được nhà toán học Edward Norton Lorenz khám phá ra. Khi thực hiện mô phỏng các hiện tượng thời tiết, Lorenz nhận thấy rằng nếu ông làm tròn các dữ liệu đầu vào, dù với sai số bé thế nào đi nữa, thì kết quả cuối cùng luôn khác với kết quả của dữ liệu không được làm tròn. Một thay đổi nhỏ của dữ liệu đầu vào dẫn đến một thay đổi lớn của kết quả. Tên gọi hiệu ứng cánh bướm bắt nguồn từ hình ảnh ẩn dụ: một cơn bão chịu sự ảnh hưởng của một con bươm bướm nhỏ bé vẫn vỗ cánh ở một nơi nào đó rất xa cơn bão.
Vốn được sử dụng ban đầu như một khái niệm khoa học đơn thuần, hiệu ứng cánh bướm sau đó đã được nhắc đến nhiều lần trong văn hóa đương đại, đặc biệt là trong các tác phẩm có đề cập tới quan hệ nhân quả hoặc nghịch lý thời gian (ví dụ như bộ phim Hiệu ứng cánh bướm được đặt tên và lấy cảm hứng theo khái niệm này).

## Lý thuyết
Năm 1972, nhà khí tượng học và chuyên gia về lý thuyết hỗn loạn Edward Norton Lorenz đã giới thiệu trước Hiệp hội phát triển khoa học Hoa Kỳ (American Association for the Advancement of Science) một bài nói chuyện có tựa đề Predictability: Does the Flap of a Butterfly's Wings in Brazil Set off a Tornado in Texas? (Dự đoán: Liệu con bướm đập cánh ở Brazil có thể gây ra cơn lốc ở Texas?). Trước đó vào năm 1961, trong khi mô phỏng một dự đoán về thời tiết trên máy tính, Lorenz đã lỡ nhập số liệu là 0,506 thay vì 0,506127 như dự định, và do đó đã thu được kết quả dự đoán thời tiết hoàn toàn khác so với tính toán ban đầu. Từ kết quả này Lorenz đã đề cập tới sự ràng buộc chặt chẽ của hệ vật lý đối với các điều kiện ban đầu trong bài nói chuyện. Theo đó một cái đập cánh của con bướm nhỏ bé có thể gây ra sự thay đổi (dù rất nhỏ) trong điều kiện gốc của hệ vật lý dẫn đến kết quả là những thay đổi rất lớn về thời tiết ví dụ như cơn lốc tại một địa điểm cách nơi con bướm đập cách hàng vạn km.

## Minh họa
| Hiệu ứng cánh bướm trong Hệ hấp dẫn Lorenz | Hiệu ứng cánh bướm trong Hệ hấp dẫn Lorenz | Hiệu ứng cánh bướm trong Hệ hấp dẫn Lorenz |
| --- | ------------------------------------------ | ------------------------------------------ |
| thời gian 0 ≤ t ≤ 30 (hình lớn) | thời gian 0 ≤ t ≤ 30 (hình lớn)            | trục z (hình lớn)                          |
| |                                            |                                            |
| Hai đồ thị minh họa sự phát triển ba chiều của hai quỹ đạo (một màu xanh và một màu vàng) trong cùng một khoảng thời gian trong Hệ hấp dẫn Lorenz với hai điểm gốc quỹ đạo chỉ sai khác 10−5 trên trục tọa độ x. Ban đầu hai quỹ đạo dường như gần giống nhau, thể hiện ở sự khác nhau nhỏ của tọa độ z trên hai đường xanh vàng. Tuy nhiên ở điểm cuối (t=30), hai quỹ đạo đã khác nhau hoàn toàn. |                                            |                                            |

## Trong văn hóa đương đại
Thực tế thì khái niệm độ nhạy cảm của hệ đối với điều kiện gốc đã được nói đến lần đầu trong văn học từ năm 1890 (trong một tác phẩm của Jacques Hadamard). Cái tên "hiệu ứng cánh bướm" đã được rất nhiều tác phẩm âm nhạc và điện ảnh sử dụng, tuy nhiên nó lại thường được dùng để mô tả nghịch lý thời gian và quan hệ nhân quả, đặc biệt là trong các tác phẩm có nhắc tới du hành thời gian.